# Sidi Mohamed Lahmar
Sidi Mohamed Lahmar (franska: Sidi Mohamed Lahmar (CR), Sidi Mohamed Lahmar (Commune Rurale), arabiska: توغيلت) är en kommun i Marocko.   Den ligger i provinsen Kénitra och regionen Rabat-Salé-Kénitra, i den norra delen av landet, 100 km nordost om huvudstaden Rabat. Antalet invånare är 36 074.